# Gouré
Gouré ist eine Stadtgemeinde und der Hauptort des gleichnamigen Departements Gouré in Niger.

## Geographie

### Lage und Gliederung

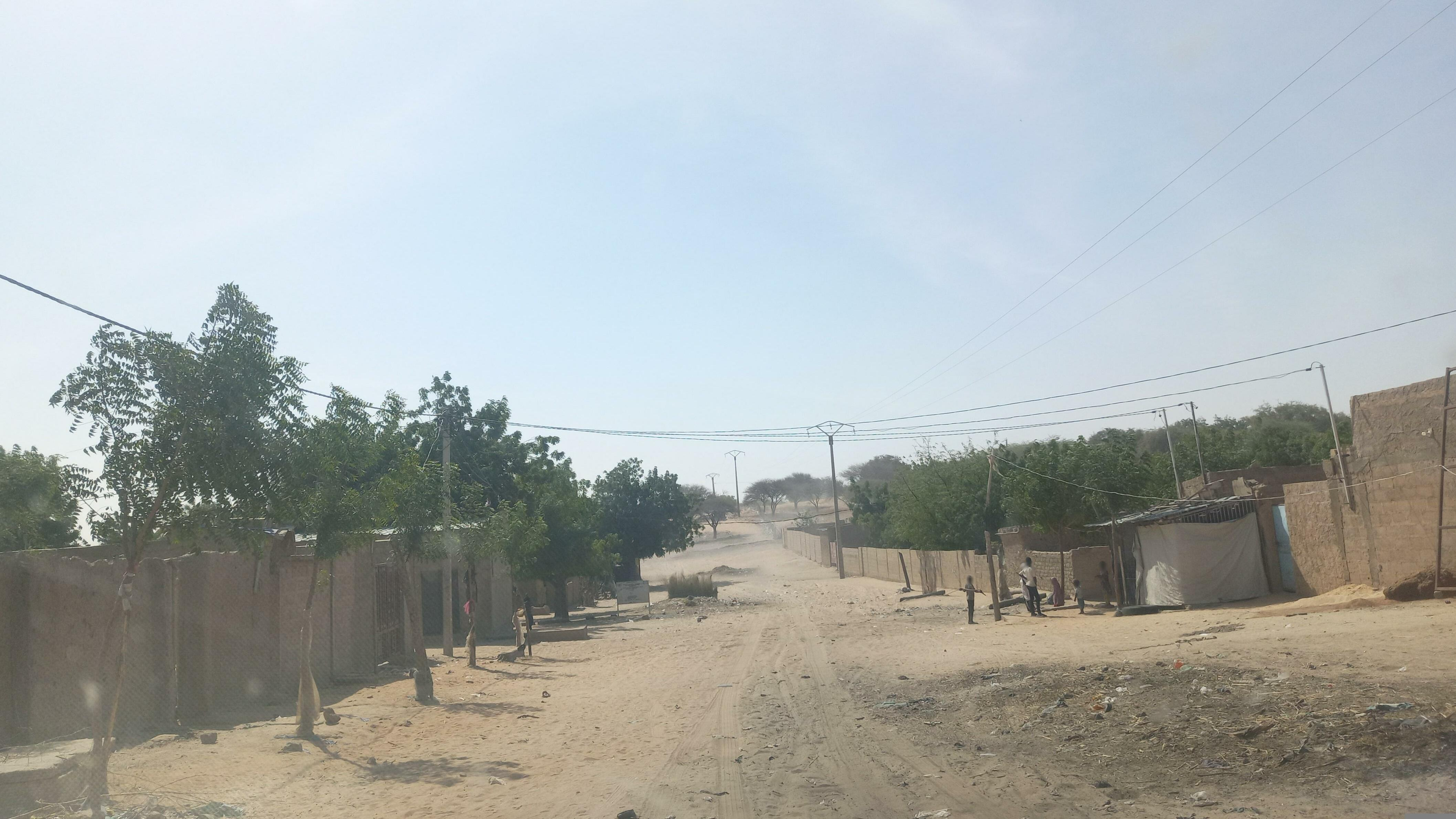
Im Stadtzentrum von Gouré (2023)

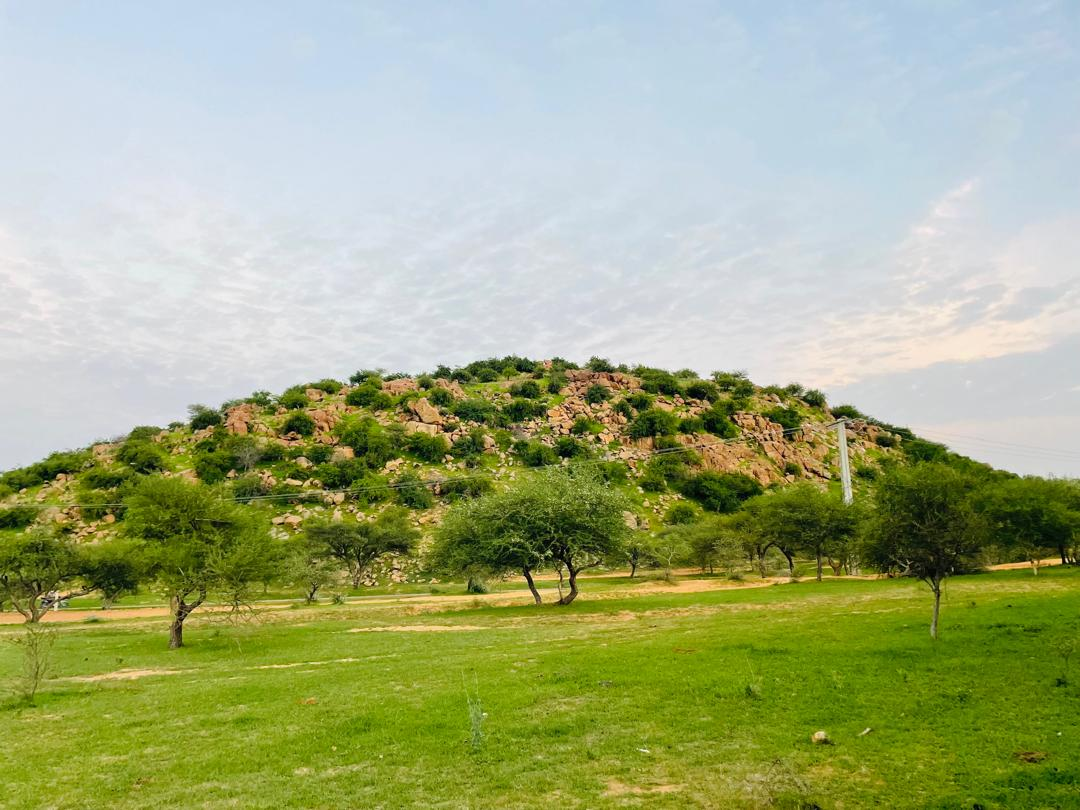
Landschaft am Stadtrand von Gouré (2024)

Gouré liegt in der Sahelzone, rund 160 Kilometer östlich der Regionalhauptstadt Zinder. Die Nachbargemeinden sind Gamou und Kellé im Norden, Goudoumaria im Osten, Bouné im Süden, Guidiguir im Südwesten, Damagaram Takaya im Westen und Moa im Nordwesten.
Gouré besteht aus einem urbanen und einem ländlichen Gemeindegebiet. Das urbane Gemeindegebiet ist in mehrere Stadtviertel gegliedert: Djabéram, Gangamari, Garin Mallam, Garin Toudou, Gouré, Kaïgamari, Limandi, Moustaphari, Sabongari und Talbari. Bei den Siedlungen im ländlichen Gemeindegebiet handelt es sich um 66 Dörfer, 101 Weiler und 8 Lager.
Im Südosten hat die Gemeinde Anteil an der weitläufigen Zone der fruchtbaren Mulden von Maïné-Soroa.

### Klima
In Gouré herrscht trockenes Wüstenklima vor. Die synoptische Wetterstation im Stadtzentrum liegt auf 459 m Höhe.
|                        | Jan  | Feb  | Mär  | Apr  | Mai  | Jun  | Jul  | Aug  | Sep  | Okt  | Nov  | Dez  |   |      |
| Mittl. Temperatur (°C) | 20,7 | 24,0 | 27,9 | 31,8 | 33,3 | 32,6 | 29,9 | 27,8 | 29,8 | 29,8 | 25,8 | 21,5 | ⌀ | 27,9 |
| Mittl. Tagesmax. (°C)  | 28,4 | 32,0 | 36,0 | 39,6 | 40,4 | 39,1 | 35,6 | 32,8 | 36,2 | 36,8 | 33,4 | 29,2 | ⌀ | 35   |
| Mittl. Tagesmin. (°C)  | 13,9 | 16,7 | 20,1 | 23,8 | 25,8 | 26,3 | 25,1 | 23,7 | 24,2 | 23,2 | 19,1 | 15,0 | ⌀ | 21,4 |
|                        |      |      |      |      |      |      |      |      |      |      |      |      |   |      |
| Niederschlag (mm)      | 0    | 0    | 0    | 0    | 4    | 10   | 66   | 114  | 30   | 3    | 0    | 0    | Σ | 227  |
|                        |      |      |      |      |      |      |      |      |      |      |      |      |   |      |
| Sonnenstunden (h/d)    | 10,3 | 10,5 | 10,8 | 11,2 | 11,5 | 11,6 | 10,9 | 9,8  | 10,7 | 10,6 | 10,3 | 10,2 | ⌀ | 10,7 |
|                        |      |      |      |      |      |      |      |      |      |      |      |      |   |      |
| Regentage (d)          | 0    | 0    | 0    | 0    | 1    | 3    | 9    | 11   | 4    | 1    | 0    | 0    | Σ | 29   |
|                        |      |      |      |      |      |      |      |      |      |      |      |      |   |      |
| Luftfeuchtigkeit (%)   | 17   | 12   | 10   | 10   | 17   | 31   | 53   | 67   | 47   | 22   | 17   | 18   | ⌀ | 26,9 |

| 13,9 |

| 16,7 |

| 20,1 |

| 23,8 |

| 25,8 |

| 26,3 |

| 25,1 |

| 23,7 |

| 24,2 |

| 23,2 |

| 19,1 |

| 15,0 |

| 13,9 |

| 16,7 |

| 20,1 |

| 23,8 |

| 25,8 |

| 26,3 |

| 25,1 |

| 23,7 |

| 24,2 |

| 23,2 |

| 19,1 |

| 15,0 |

| N i e d e r s c h l a g | 0   | 0   | 0   | 0   | 4   | 10  | 66  | 114 | 30  | 3   | 0   | 0   |
|                         | Jan | Feb | Mär | Apr | Mai | Jun | Jul | Aug | Sep | Okt | Nov | Dez |

## Geschichte

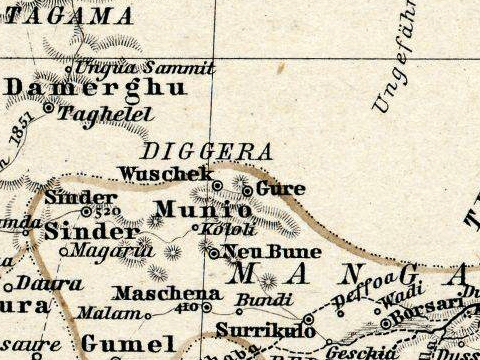
Gouré („Gure“) in Stielers Hand-Atlas (1891)

Gouré wurde in der ersten Hälfte des 19. Jahrhunderts zur Hauptstadt von Mounio, einer Provinz des Reichs Bornu. Der Herrscher Mounios war zu jener Zeit Kosso, ein Sohn Ibrahims aus Bouné. Kosso befestigte die Stadt und gründete einen Markt, der vor allem für den Sklavenhandel Bedeutung erlangte. Als der deutsche Afrikaforscher Heinrich Barth 1853 Gouré besuchte, lebten rund 9000 Einwohner in der von bewässerten Gärten umgebenen Stadt. Bei einem Angriff der Nachbarprovinz Zinder wurde Gouré 1863 zerstört. Der Wiederaufbau dauerte von 1865 bis 1868. Im Jahr 1874 wurde Mounio von Sultan Ténimoun dan Sélimane von Zinder als Provinz annektiert.
Frankreich holte 1903 Moussa, den letzten Herrscher Mounios, aus dem Exil und richtete für ihn nach 29 Jahren Unterbrechung wieder einen traditionellen Herrschaftssitz in Gouré ein. Der Markt von Gouré war einer der Märkte in der Region, die zu Beginn des 20. Jahrhunderts von der französischen Verwaltung zugelassen wurden. Der britische Reiseschriftsteller A. Henry Savage Landor besuchte die Stadt 1906 und zeigte sich angetan von der schönen Bauweise des auf einem Hügel oberhalb der Einheimischensiedlung errichteten französischen Forts. In der Kolonialzeit war Gouré der Hauptort eines Kreises, der ab 1925 Kreis Manga hieß. In den 1920er Jahren galt die durch Gouré führende und 1375 Kilometer lange Piste von Niamey nach N’Guigmi als einer der Hauptverkehrswege in der damaligen französischen Kolonie Niger. Sie war in der Trockenzeit bis Guidimouni und wieder ab Maïné-Soroa von Automobilen befahrbar. Gleichfalls bedeutend war die 219 Kilometer lange Piste von Gouré nach Tanout. Anfang der 1930er Jahre war Jacques Gosselin, der spätere Gouverneur Nigers, Kreiskommandant in Gouré.
Starke Niederschläge am 16. und 17. Juli 2022 verursachten in der Region Zinder schwere Überschwemmungen mit Todesopfern und Sachschäden. Davon war auch Gouré betroffen, wo eine Niederschlagshöhe von 115 mm gemessen wurde. In Hamdara wurde ein Rekord von 252 mm innerhalb weniger Stunden verbucht.

## Bevölkerung
Bei der Volkszählung 2012 hatte die Stadtgemeinde 73.732 Einwohner, die in 12.270 Haushalten lebten. Bei der Volkszählung 2001 betrug die Einwohnerzahl 48.600 in 9189 Haushalten.
Im Stadtgebiet ohne den ländlichen Siedlungen lebten bei der Volkszählung 2012 18.289 Einwohner in 2906 Haushalten, bei der Volkszählung 2001 13.422 in 2183 Haushalten und bei der Volkszählung 1988 8953 in 1633 Haushalten. Bei der Volkszählung 1977 waren es 7612 Einwohner.
In ethnischer Hinsicht ist die Gemeinde ein Siedlungsgebiet von Manga, Fulbe, Tubu und Arabern, Dagara und Tuareg. Die Kanuri-Untergruppe Manga betreibt vor allem Ackerbau und die Kanuri-Untergruppe Dagara vor allem Agropastoralismus. Die Fulbe-Untergruppen Bornanko’en, Oudah’en und Wodaabe sowie die Tuareg-Untergruppen Kanimatane und Ikeshkazan sind auf Fernweidewirtschaft spezialisiert.

## Politik und Justiz
Der Gemeinderat (conseil municipal) hat 19 gewählte Mitglieder. Mit den Kommunalwahlen 2020 sind die Sitze im Gemeinderat wie folgt verteilt: 8 PNDS-Tarayya, 6 RDR-Tchanji, 3 MNSD-Nassara und 2 PSD-Bassira.
Jeweils ein traditioneller Ortsvorsteher (chef traditionnel) steht an der Spitze von 64 Dörfern im ländlichen Gemeindegebiet.
Die Stadt ist der Sitz eines Tribunal d’Instance, eines der landesweit 30 Zivilgerichte, die unterhalb der zehn Zivilgerichte der ersten Instanz (Tribunal de Grande Instance) stehen. Die Haftanstalt Gouré hat eine Aufnahmekapazität von 150 Insassen.

## Kultur und Sehenswürdigkeiten
Auf einem kleinen Hügel an der Durchfahrtsstraße befindet sich die Präfektur des Departements.

## Wirtschaft und Infrastruktur

### Wirtschaft
Die Stadt hat einen ländlichen Charakter. Die Bevölkerung lebt großteils von Ackerbau und Viehzucht. Im Dorf Soubdou gibt es einen Viehmarkt. Der Markttag ist Samstag. Weitere Wochenmärkte im ländlichen Gemeindegebiet werden in den Dörfern Abbari, Gui Zibouk, Karamba, Kilakinna und Nguel Kouri abgehalten. Das staatliche Versorgungszentrum für landwirtschaftliche Betriebsmittel und Materialien (CAIMA) unterhält eine Verkaufsstelle in der Stadt. In Gouré befindet sich eine Beobachtungsstation des Centre National de Lutte Antiacridienne (CNLA), einer dem Landwirtschaftsministerium unterstehenden Einrichtung zur Bekämpfung der Wüstenheuschrecke.

### Gesundheit und Bildung
Im Stadtzentrum gibt es ein Distriktkrankenhaus und ein über ein eigenes Labor und eine Entbindungsstation verfügendes Gesundheitszentrum des Typs Centre de Santé Intégré (CSI). Weitere Gesundheitszentren dieses Typs, jedoch jeweils ohne eigenes Labor und Entbindungsstation, sind in den ländlichen Siedlungen Abbari, Gabana, Soubdou und Yari vorhanden.
Allgemein bildende Schulen der Sekundarstufe sind der CES Gouré, der zum Typ Collège d’Enseignement Secondaire (CES) gehört, und der CEG II FA Gouré des Typs Collège d’Enseignement Général Franco-Arabe (CEG FA) mit einem Schwerpunkt auf die arabische zusätzlich zur französischen Sprache. Beim Collège d’Enseignement Technique de Gouré (CET Gouré) handelt es sich um eine technische Fachschule und beim Centre de Formation aux Métiers de Gouré (CFM Gouré) um ein Berufsausbildungszentrum.

### Verkehr

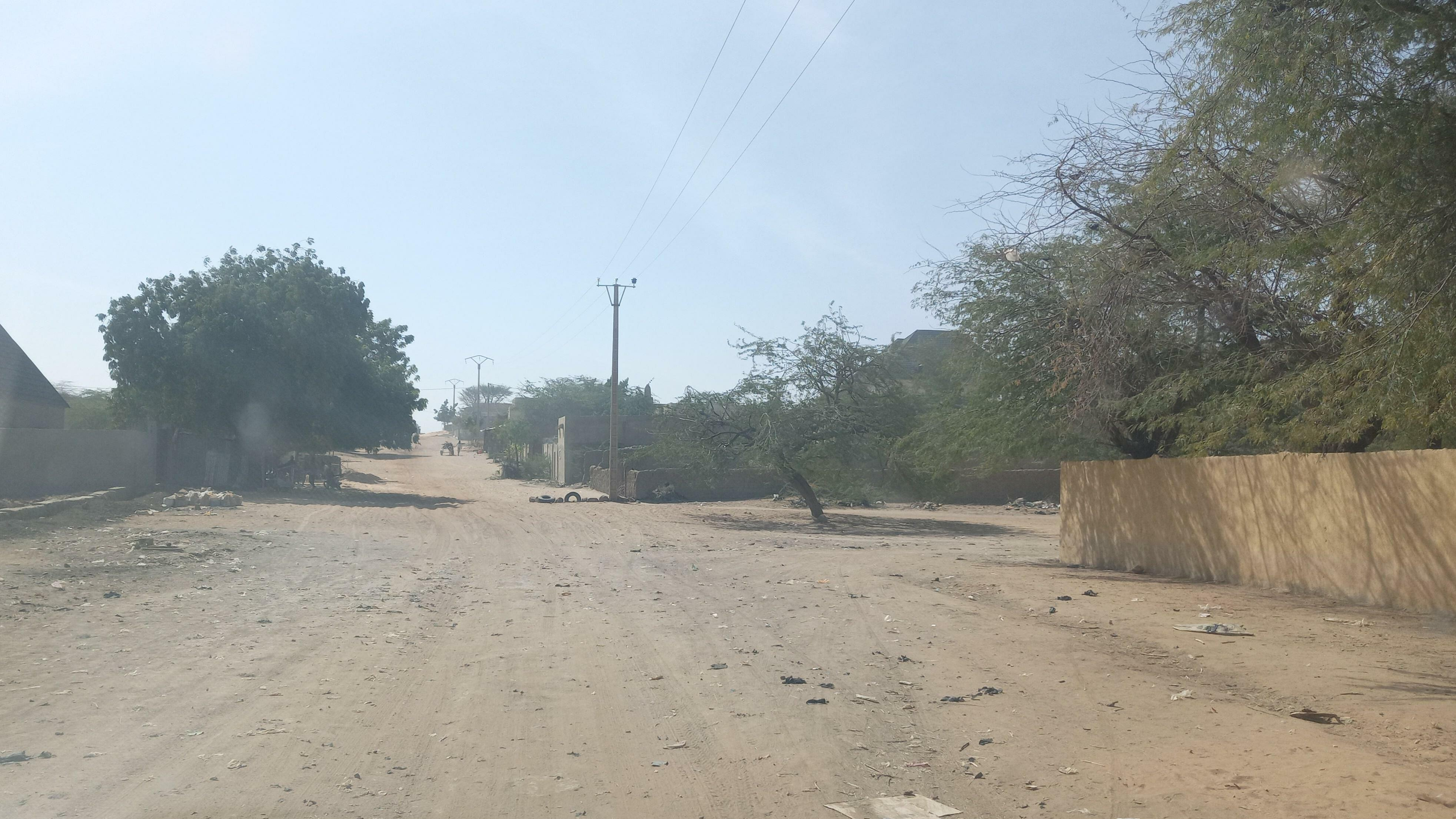
Eine Nebenstraße in Gouré (2023)

Die asphaltierte Nationalstraße 1, die längste Fernstraße Nigers, verläuft durch das urbane Zentrum und das Dorf Soubdou. Im Zentrum beginnen die 187,5 Kilometer lange Nationalstraße 34, eine einfache Erdstraße, die zur Nationalstraße 11 führt, und die 175 Kilometer lange Route 728 nach Dungass, eine einfache Piste. In Soubdou beginnt die Route 746, eine 100 Kilometer lange einfache Piste, die an der Staatsgrenze zu Nigeria endet. In der Stadtgemeinde befindet sich ein ziviler Flughafen mit unbefestigter Start- und Landebahn, der Flughafen Gouré (ICAO-Code: DRZG).

## Persönlichkeiten
- Ibrahim Issa (1929–1986), Schriftsteller, Journalist und Manager
- Mahamadou Karidio (* 1953), Lehrer und Verteidigungsminister
- Issaka Koké (1925–2021), Tierarzt und Politiker
- Mamadou Kiari Liman-Tinguiri (* 1953), Wirtschaftswissenschaftler und Diplomat
- Mamadou Ousseini (* 1953), General und Verteidigungsminister